# Rio Soé
O rio Soé é um rio brasileiro que banha o estado da Paraíba. Divisor natural entre os municípios de Santa Rita e Lucena, próximo às suas margens situa-se a histórica Igreja da Guia, o que lhe conferiu a secular denominação de «rio da Guia».

## História

### Etimologia

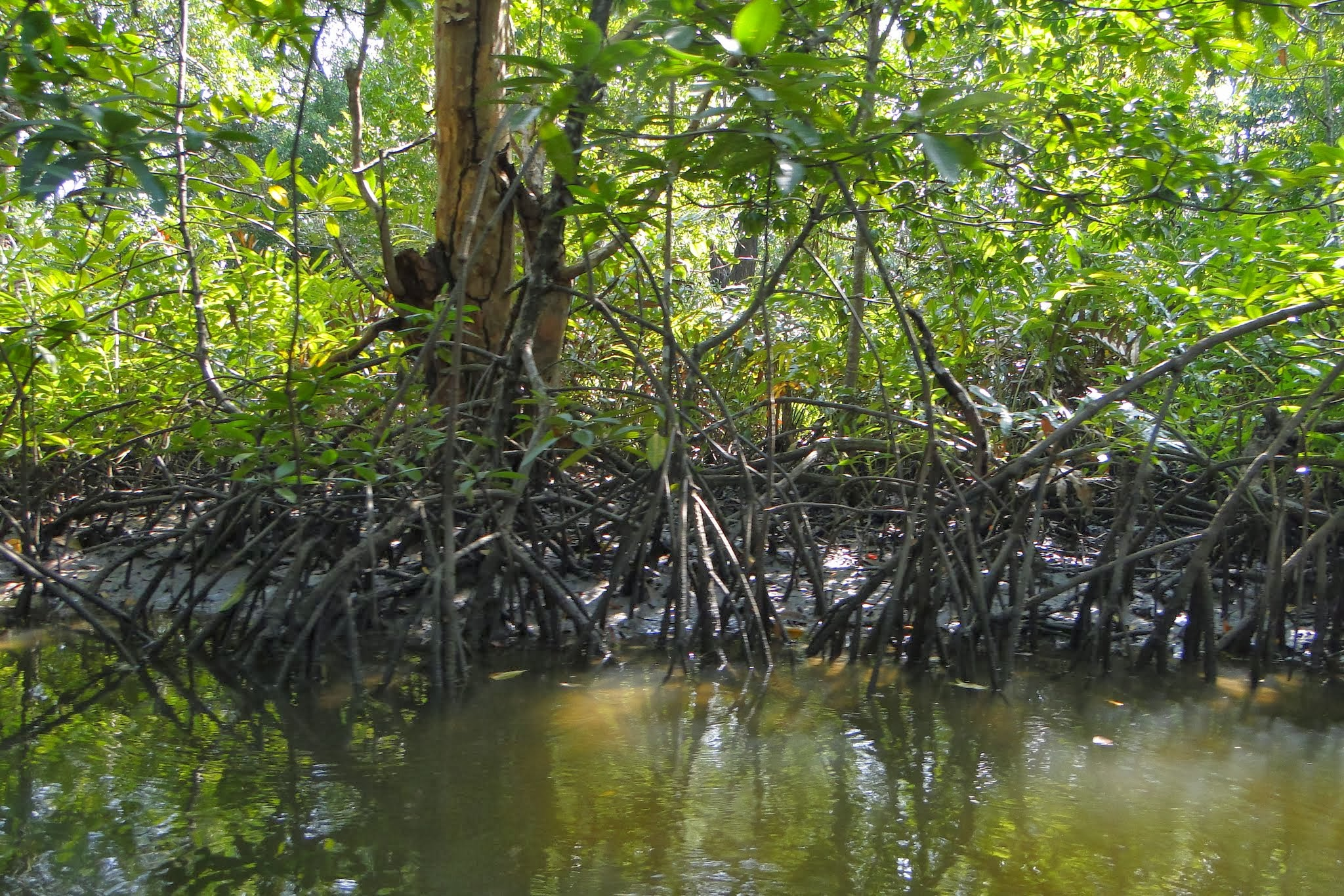
Manguezal, ecossistema típico da várzea do Soé

Originalmente, o Soé era chamado rio Curuaí ou Curay, possivelmente uma corruptela do tupi curuã-í («rio das cruanhas»). Na publicação Notas sobre a Paraíba o historiador Irineu Joffily escreve:
Entre Forte Velho e o morro N.Sª. da Guia passa o ribeiro Curay, impropriamente chamado 'rio da Guia'.
A denominação «Soé» é dada no começo do século XX, em virtude da existência de um povoado homônimo às suas margens.

### Povoamento da região
O Soé está situado no berço da colonização do estado da Paraíba, a região do estuário do rio Paraíba, na Várzea Paraibana. Em virtude dessa localização, foi palco de muitos eventos históricos relevantes ocorridos mesmo antes da fundação, em 1585, do que viria a ser a capitania da Paraíba.
Primordialmente, a região era habitada por tribos potiguaras, as quais praticavam coleta, caça e pesca. Posteriormente foi visitada por corsários franceses em busca do «pau-de-tinta», como era então chamado o pau-brasil. Com a definitiva conquista lusitana em 1585 e a implantação de fortificações, como o Fortim da Ilha da Restinga e o Forte de São Felipe, os índios retrocederam para o litoral norte e os franceses deixaram de visitar o local, preferindo o estuário do rio Mamanguape, tradicional terra potiguara, de quem eram aliados.
Nos idos de 1860, André Rebouças, prestigiado engenheiro militar do Império do Brasil, faz uma longa viagem ao Nordeste do Brasil, e na Paraíba visitou a foz do Paraíba, adentrando também o rio Soé (então comumente chamado «rio da Guia»). Em um trecho de seus escritos ele narra:
(...) Às 2:12 horas da madrugada, embarquei numa canoa com o incansável companheiro, o prático Lima, e aproveitando o magnífico luar nos dirigimos à barra do rio da Guia, último dos confluentes do Paraíba. Saímos a remos, e cinco minutos depois caiu uma branda aragem a sudeste, que nos levou à vela até a referida barra.
Já na década de 1930 o engenheiro Herculano Ramos, convencido de que os mananciais de João Pessoa não supririam a demanda da futura grande cidade que esta seria, passou a estudar o Jacuípe, principal formador do Soé, cuja água mandada analisar em São Paulo foi considerada da melhor qualidade.

## Sub-bacia
O Soé nasce no distrito de Tabuleiro de Santana, município de Santa Rita, próximo à divisa com Sapé, e recebe sua denominação atual após a junção entre o rio Jacuípe e o Mangereba. Em suas cabeceiras há pequenas manchas verdes, as quais são resquícios da mata atlântica que outrora cobria toda a costa paraibana, cobertura que desde a colonização vem sofrendo as tensões da presença humana. Em seu baixo curso — na região estuarina da foz do Rio Paraíba, do qual é o último afluente —, apresenta um vasto manguezal, relativamente bem preservado.
Monitoramentos periódicos feitos pela Superintendência de Administração do Meio Ambiente (Sudema) na bacia do Soé revelaram que o rio ainda apresenta água de boa qualidade, apesar das tensões demográficas que sofre, entre estas os vários projetos agrícolas que têm utilizado suas águas ou de seus afluentes para irrigação.